# Snow Buddies – Abenteuer in Alaska
Snow Buddies – Abenteuer in Alaska (Originaltitel: Snow Buddies) ist ein US-amerikanischer Walt-Disney-Familienfilm von Robert Vince aus dem Jahr 2008. Es handelt sich um den zweiten Teil einer Spin-off-Filmreihe zur Air-Bud-Reihe.

## Handlung
Die Golden Retrieverwelpen Rosebud, Budderball, Mudbud, B-Dawg und Buddha gehen eines Tages auf Entdeckungsjagd und können einem Lieferwagen mit Speiseeis nicht widerstehen, dessen Tür der Fahrer kurze Zeit offen gelassen hatte. Kaum sind sie alle fünf eingestiegen, schließt sich auch schon die Tür und sie gehen auf eine ungewollte Reise von ihrem Heimatort Fernfield in Washington bis ins angrenzende Kanada. Bei ihrer Ankunft treffen die Welpen auf Shasta, einen Siberian-Husky-Welpen, dessen 11-jähriger Besitzer davon träumt, an einem Schlittenhunderennen teilzunehmen. Doch fehlen ihm dazu leider fünf weitere Hunde.
Die Welpen beschließen Shasta dabei zu helfen, den großen Traum seines Besitzers Adam zu erfüllen und lassen sich beibringen, was ein Schlittenhund zu tun und zu beachten hat. Als Shasta Adam sein neues Schlittenteam vorstellt, freut sich dieser über die Aussicht, dass seine Träume doch wahr werden könnten. Adam beginnt mit seinem Team einen neuen Schlitten zu bauen, der leicht genug ist, dass auch Welpen ihn ziehen können. Die älteren Huskies im Ort sind jedoch nicht beeindruckt und verspotten die Welpen. Sie verraten ihnen, dass Shastas Eltern letztes Jahr bei einem Hundeschlittenrennen zu Tode kamen, als das Eis unter ihnen brach und dass ihnen dies, bei ihrer Unerfahrenheit, auch sehr schnell passieren könnte.
Am nächsten Morgen treten die Welpen mit Adam gegen den Widerspruch der anderen Teilnehmer an. Sie lachen darüber, dass ein Junge und Hundewelpen in ein Rennen gehen wollen. Da die Regeln es aber nicht verbieten, darf Adam an den Start geben. Während des Rennens beginnt Jean George, der Sieger des letzten Jahres, zu betrügen und wirft einen Teilnehmer nach dem anderen aus dem Rennen. Bald sind nur noch Adam und Jean George übrig. Als die Nachricht von einem herannahenden Schneesturm kommt, ist es zu spät, um das Rennen abzubrechen, da die Fahrer den letzten Checkpoint bereits hinter sich gebracht haben. Der Schneesturm zwingt Adam und die Welpen, in einem von einem Inuit bereitgestellten Iglu Schutz zu suchen, bis der Sturm nachlässt. Gut erholt setzen sie das Rennen fort und treffen schon bald auf ihren Gegner, Jean George. Beim Kopf-an-Kopf-Rennen mit ihm kippt Adams Schlitten und er wird bei dem Sturz verletzt. Während Adam sich erholt und die Verfolgung aufnimmt, geraten Jean Georges Hunde in Schwierigkeiten, als sie auf den zugefrorenen See geraten und das Eis unter ihnen einbricht. Jean George gibt seine Hunde auf und geht weiter, doch Adam und die Welpen beginnen trotz Shastas Trauma nach dem Tod seiner Eltern, eine Rettungsaktion. Die Welpen ziehen die Hunde aus den eisigen Gewässer, aber anstatt dankbar zu sein setzt Jean George das Rennen unbeirrt fort und lässt die Retter zurück. Jean Georges hat jedoch nicht mit der Loyalität seiner Hunde gerechnet, denn sie wissen was sie Shasta und den Buddys schuldig sind. Sie laufen deshalb nicht nur langsamer, sondern „streiken“ kurz vorm Ziel, sodass Jean George das Rennen verliert. Während Adam seinen Sieg feiert, treffen die Buddies im Ziel unerwartet ihre Eltern, Buddy und Molly, wieder. Sie hatten das Verschwinden ihrer Kinder bemerkt und sind ihnen unter Mithilfe ihrer Besitzer bis nach Alaska gefolgt. Hier verabschieden sich die Buddies von ihrem neuen Freunden Shasta und Adam. Alle sieben Hunde kehren mit dem Flugzeug zurück in ihre Heimatstadt und werden hier von ihren Besitzern Sam, Bartleby, Billy, Alice, Pete, Henry und Noah begrüßt, die schon sehnsüchtig auf sie gewartet haben. Bartleby kann es kaum glauben, als er am nächsten Tag in den Nachrichten erfährt, dass ein Golden Retriever Team ein Schlittenhundrennen gewonnen hat und dass sein tollpatschiger Budderball mit dazugehört.
Buddy und Molly diskutieren über die Leistungen ihrer Welpen und fragen sich, ob sich wohl die Abenteuerlust ihrer Kinder damit erledigt hätte.

## Hintergrund
Die Dreharbeiten dieser Walt Disney Produktion erfolgten in Maple Ridge in British Columbia (Kanada).

## Kritik
Kino.de wertete: „Sprechende Hundewelpen erleben Abenteuer am Polarkreis und ziehen auf ihren Stummelbeinchen einen besetzten Rennschlitten schneller durch den Tiefschnee als alle obendrein noch mit miesen Tricks operierenden Konkurrenten in diesem harmlosen Kinderabenteuer vom Hollywood-Reißbrett. Natürlich entsprechen die kleinen Kläffer auch komplett den angesagten Images ihrer Zuschauer, weshalb neben dem schüchternen und rauflustigen auch der stylishe Hiphop-Wuffi komplett mit Goldkettchen an den Start geht. Milder Spaß für Kinder und Kläfferfreunde.“

## Synchronisation
| Rolle        | Original-Darsteller/Sprecher | Deutsche Stimme    |
| ------------ | ---------------------------- | ------------------ |
| Adam         | Dominic Scott Kay            | Nils Wagner        |
| Sheriff Dan  | Michael Teigen               | Philipp Brammer    |
| Henry        | Christian Pikes              | Béla Günther       |
| Jackie Framm | Cynthia Stevenson            | Carin C. Tietze    |
| Jean George  | John Kapelos                 | Reinhard Brock     |
| Joe          | Mike Dopud                   | Claus-Peter Damitz |
| Meg          | Lise Colleen Simms           | Petra Einhoff      |
| Noah         | Dylan Minnette               | Linus Günther      |
| Patrick      | Richard Karn                 | Gudo Hoegel        |
| Sheriff Ryan | Charles C. Stevenson Jr.     | Thomas Rau         |
| B-Dawg       | Skyler Gisondo               | Lukas Meyer        |
| Rosebud      | Liliana Mumy                 | Lara Wurmer        |
| Buddha       | Tom Everett Scott            | Martin Halm        |
| Budderball   | Josh Flitter                 | Tim Jenni          |
| Mudbud       | Henry Hodges                 | Maximilian Belle   |
| Shasta       | Dylan Sprouse                | Leon Amann         |
| Talon        | Kris Kristofferson           | Thomas Fritsch     |
| Bernie       | Jim Belushi                  | Michael Rüth       |
| Francois     | Lothaire Bluteau             | Ekkehardt Belle    |
| Miss Mittens | Whoopi Goldberg              | Jutta Speidel      |
| Molly        | Molly Shannon                | Ulla Wagener       |